# Bisdom Thunder Bay
Het bisdom Thunder Bay (Latijn: Dioecesis Sinus Tonitralis) is een rooms-katholiek bisdom met als zetel Thunder Bay, in Canada. Het bisdom is suffragaan aan het aartsbisdom Toronto. 

## Geschiedenis
Het bisdom werd opgericht op 29 april 1952, als het bisdom Fort William, uit delen van het bisdom Sault Sainte Marie en het aartsbisdom Saint-Boniface. Op 26 februari 1970 veranderde het van naam naar bisdom Thunder Bay. 

## Parochies
Het bisdom had in 2020 een oppervlakte van 220.000 km2 en telde 283.300 inwoners waarvan 30,7% rooms-katholiek was.

## Bisschoppen
- Edward Quentin Jennings (14 mei 1952 - 18 september 1969)
- Norman Joseph Gallagher (16 april 1970 - 28 december 1975)
- John Aloysius O’Mara (24 mei 1976 - 2 februari 1994)
- Frederick Bernard Henry (24 maart 1995 - 19 januari 1998)
- Frederick Joseph Colli (2 februari 1999 - heden)

Toronto (aartsbisdom) · Hamilton · London · Saint Catharines · Thunder Bay